# امامزاده ذوالفقار
بنای  امامزاده ذوالفقار مربوط به دوره قاجار است و در شهرستان آرادان، دهستان یاتری، و در  روستای امامزاده ذوالفقار واقع شده و این اثر در تاریخ ۲۷ آبان ۱۳۸۶ با شمارهٔ ثبت ۲۰۲۴۳ به‌عنوان یکی از آثار ملی ایران به ثبت رسیده است. روستای امامزاده ذوالفقار دارای آب و هوایی خنک تر از مناطق دیگر آرادان به دلیل زمینهای کشاورزی و باغات است همچنین از محصولات اصلی کشاورزی این روستا، گندم، پنبه، خربزه و یونجه را می‌توان نام برد. اکثر قریب به اتفاق اهالی و جوانان این روستا دارای تحصیلات عالی می‌باشند و در ادارات کشور مشغول به فعالیت هستند. اهالی امامزاده ذوالفقار از اقوام مومنی، و بخش دیگری از از آنها ایل الیکایی هستند و به گویش الیکایی صحبت می کنند.